# Mehrseilförderung
Als Mehrseilförderung, auch Mehrseilförderanlage, bezeichnet man eine maschinelle Einrichtung, die bei der Schachtfördertechnik im Berg- und Aufzugbau angewendet wird. Bei dieser Fördereinrichtung wird die von der Fördermaschine erzeugte Bewegung über zwei oder mehr Förderseile auf den Fördergutträger übertragen. Nutzlasten von 50 Tonnen sind nur mit Mehrseilanlagen sicher zu heben. Zudem ist es mit Mehrseilförderungen möglich, eine Grenzteufe von 3000 Metern und zum Teil auch darüber hinaus zu erzielen.

## Grundlagen und Geschichte
Bei Schachtförderanlagen nimmt das Gewicht des Seiles mit größer werdender Teufe stetig zu. Dies hat zur Folge, dass bei gleichbleibender Nutzlast der Seildurchmesser mit größer werdender Teufe auch größer werden muss. Ebenso muss der Seildurchmesser größer werden, wenn mit der Schachtförderanlage eine schwerere Nutzlast gefördert werden soll. Mit größerer Teufe vergrößern sich zudem auch dynamischen Beanspruchungen der bewegten tragenden Teile der Schachtförderanlage. Durch den größer werdenden Seilnenndurchmesser wird das Förderseil auch steifer, was zu kürzeren Aufliegezeiten führt. Außerdem erfordern größere Seilnenndurchmesser größere Seilscheiben und größere Seilträger. Ab einem Seildurchmesser von 90 Millimetern lassen sich Förderseile nur schwer herstellen und im Förderbetrieb nutzen. Insbesondere die Handhabung dieser dicken Förderseile gestaltet sich bspw. beim Seilwechsel und beim Erstellen der Seileinbände besonders schwierig.
Um diese Problematiken zu umgehen, gibt es die Möglichkeit der Mehrseilförderung. Bei dieser Technik wird die Last (Nutzlast, Totlast) auf mehrere dünnere Seile, die parallel an das Fördergefäß angebracht werden, verteilt. Die Idee, das Fördergut an mehrere dünne Seile anstatt einem dickeren aufzuhängen, stammt aus der Zeit vor dem Ersten Weltkrieg. Zunächst wurde die Technik im Aufzugbau angewendet, später dann im Bergbau bei Blindschachtförderanlagen. Im Jahr 1948 wurde die Mehrseiltechnik zum ersten Mal im deutschen Bergbau auf der Zeche Hannover bei der Schachtförderanlage des Schachtes 2 in Form einer Vierseilanlage eingesetzt. Die größte Mehrseilförderanlage im Ruhrgebiet war die Sechsseilförderanlage der Zeche Consolidation. Im Kalibergbau wurden auch Mehrseilförderanlagen mit acht Förderseilen realisiert. So wurde z. B. auf dem Kalibergwerk Heringen eine Achtseilförderanlage in Betrieb genommen. Später wurden sogar Mehrseilförderungen mit zehn Seilen realisiert, z. B. auf den Schächten Haltern 1 und An der Haard 1. Die Fördermaschine der Mehrseilförderung wurde in den Anfangsjahren im Förderturm untergebracht, ab den 1960er Jahren ging man dazu über, Flurfördermaschinen als Mehrseilförderanlagen zu betreiben.

## Aufbau und Betrieb
Bei der Mehrseilförderung werden anstelle eines dicken Förderseiles mehrere Förderseile für eine Förderanlage verwendet. Es werden Anlagen mit zwei, vier, sechs acht oder zehn Förderseilen gebaut. Die Fördermaschine kann als Flur- oder Turmfördermaschine gebaut werden. Ab vier Seilen wird die Maschine in der Regel als Turmfördermaschine ausgeführt. Durch die Mehrseilförderung erhöht sich auch die Sicherheit der Anlage gegen Seilbruch, da beim Bruch eines der Seile der Fördergutträger immer noch an den übrigen Seilen hängt. Durch die parallele Anordnung von mindestens drei Förderseilen liegt bei einem Seilbruch eines der Seile durch Ermüdung die Wahrscheinlichkeit, dass eines der übrigen Seile bricht, unter 6,6 Prozent. Entsprechend der Anzahl der Förderseile müssen auch die anderen Anlagekomponenten wie Seilträger, Seilscheibe und Zwischengeschirr ausgestattet sein. Die verwendeten Zwischengeschirre müssen von gleicher Bauart und Bemessung sein und müssen so angeordnet werden, dass sie nicht umkippen. Die Zwischengeschirre werden über einen Waagebalken, der mittels eines Bolzens mit der Königsstange verbunden ist, mit dem Fördergutträger verbunden. Wichtig ist bei der Mehrseilförderung die gleichmäßige Lastverteilung zwischen den einzelnen Förderseilen. Zur Kontrolle der Lastverteilung können die Zwischengeschirre mit einer Statimetermessung ausgerüstet werden. Durch diese Messung können die Seillasten in den einzelnen Seilen im Betrieb überwacht werden. Früher wurden zwecks Milderung der dynamischen Belastungen Stoßdämpfer in das Zwischengeschirr eingebaut, jedoch haben diese nicht die gewünschten Wirkungen gebracht und werden heute nicht mehr verwendet.
Ein Ausgleich der unterschiedlichen Längenänderung der Seile ist in der Regel nicht erforderlich. Das Verhalten der Seile im Betrieb muss jedoch regelmäßig beobachtet werden und bei Bedarf müssen Unterschiede an der Versteckvorrichtung korrigiert werden. Es gibt auch Ausgleichssysteme, die dafür sorgen, dass bei der Mehrseilförderung die einzelnen Förderseile gleichmäßig belastet werden. So wird beispielsweise bei Blair-Fördermaschinen die Lastverteilung mittels Seilrollenkompensation und Fehlstellungsüberwachung der Förderseile die Lastverteilung auf beide Seile überwacht und gleichmäßig verteilt. Vorteilhaft ist bei der Mehrseilförderung auch der Umstand, dass man paarweise rechts- und linksgeschlagene Seile verwenden und so die Drehmomente der Seile weitestgehend ausgleichen kann. Dadurch werden die der Korbführung dienenden Spurlatten geschont. Außerdem sind dünnere Seile auch kostengünstiger als dickere Förderseile. Probleme bereitet bei der Mehrseilförderung die Seilablenkung zwischen Seilträger und Seilscheibe. Dieser Winkel wirkt sich, je nach Größe, mehr oder weniger stark negativ auf die Seillebensdauer aus und sollte möglichst kleiner als 1,5° sein. Zudem müssen die Seilrillen an den Treibscheiben regelmäßig nachgedreht werden, was zu einem Mehraufwand bei der Wartung führt. Dieser Aufwand ist jedoch erforderlich, damit der Durchmesser der Treibrillen gleichmäßig bleibt und es nicht zu unregelmäßigen Belastungen kommt. Letztendlich muss ein höherer Aufwand beim Seilwechsel, beim Seilkürzen und beim Erneuern der Seileinbände betrieben werden.